# 結構主義經濟學
結構主義經濟學（英語：structuralist economics）是一种经济学方法，强调经济分析中考虑结构特征的重要性。该方法起源于拉丁美洲经济委员会的工作，主要与其主任劳尔·普雷维什和巴西经济学家塞尔索·富尔塔多有关。普雷维什最初的論點是，经济不平等和扭曲的发展是世界貿易中的固有结构特征。因此，早期的结构主义模型强调生产结构及其发展中国家和发达国家之间的依附关系所产生的内部和外部不平衡。大萧条和第二次世界大战之后，普雷维什提出了进口替代工业化理念的基本原理。发展中国家贸易条件恶化，即普雷维什-辛格假说，在其有着重要地位。

## 內容
Dutt和Ros认为，结构主义经济学试图确定发展中国家结构的具体刚性、滞后性以及其他特征，以评估经济调整的方式及其对发展政策的反应。該方法的一个通常假设是，价格机制
- 作为一种平衡机制是失敗的，
- 未能实现稳定增长，
- 未能實現「理想」的收入分配。[4]

Nixson總結了Bitar的论点，即學界对于什么是新结构主义方法已有广泛的共识。它包括承认：
- 政治和体制因素在经济问题分析中的重要性。
- 鉴于可能难以获得外部资金来源，需要提高国内储蓄水平以提高投资率
- 通货膨胀是一种“社会现象”，需要通过社会、心理和政治体制变革以及正统的货币和财政政策来消除。
- 例如进口替代工业化和出口导向工业化（英语：Export-oriented industrialization）、计划和市场、农业和工业之间的两难困境的虚假性。
- 需要加强生产和技术基础。
- 努力改善各国融入全球经济的条件和提高国际竞争力的重要性。
- 结构调整只是结构变革的一个组成部分。

结构主义经济学近來的發展强调了制度和分配在生产部门和社会群体中的重要性。这些制度和部门可能纳入宏观经济或多部门模型。在宏观经济层面，现代结构主义的起源可追溯到米哈尔·卡莱斯基的《混合经济中的经济发展融资问题》（Problems of Financing Economic Development in a Mixed Economy）的解決方法。菲茨杰拉德（FitzGerald）版本的工业化经济模型包含三个商品市场（食品、制成品和资本货物）、对外贸易和收入分配，它们支撑着具有储蓄、投资、财政和货币平衡的金融部门的规范。多部门模型下常用社会核算矩阵（投入产出表的扩展）。兰斯·泰勒（Lance Taylor）提供了结构主义经济学形式的技术性介绍，並對更主流的方法提出了批评。

## 新结构经济学
新结构经济学是世界銀行首席經濟師林毅夫提出的经济发展战略。该策略结合了新古典经济学和结构经济学的思想。